# دادگان برخوردهای زمین

دهانه‌های برخوردی در نقشهٔ فراتابی جهان بر پایهٔ دادگان برخوردهای زمین در نوامبر ۲۰۱۷ (در پروندهٔ SVG، موش‌واره را روی هر یک از دهانه‌ها ببرید تا جزئیاتش را ببینید)

دادِگان برخوردهای زمین منبع رسمی داده‌های پذیرفته شده دربارهٔ ساختارهای برخوردی و دهانه‌های برخوردی روی زمین است. این دادگان در سال ۱۹۹۵ میلادی به دست رصدخانه دامینیون اتاوا و با راهبری کارلایل اسمیت بیلز بنیان گذاشته شد. هم‌اکنون این دادگان چون منبعی ناسودبر از داده‌ها و در مرکز دانش‌های سیاره‌ای و فضایی دانشگاه نیو برانزیک کانادا نگهداری می‌شود.
هم‌اینک این دادگان ۱۹۰ جایگاه برخوردی پذیرفته شده را در فهرست خود جای داده‌است. (تا ژوئیه ۲۰۲۱)